# Peter Nobel
Peter Nobel, född 8 december 1931, är en svensk jurist, ämbetsman och advokat. Han är barnbarnsbarn till Ludvig Nobel via Ludvigs dotter Mina och hennes son Leif.
Bland Nobels tidigare uppdrag kan räknas världens första diskrimineringsombudsman (1986-1991), generalsekreterare i svenska Röda Korset (1991-94) och expert i FN:s kommitté mot rasdiskriminering (1998-2001). Nobel fick den 8 november 1994 regeringens uppdrag att vara till hjälp för överlevande och anhöriga till de omkomna vid M/S Estonias förlisning. Han verkade i advokatfirman Chrysander i 23 år.
Nobel är juris hedersdoktor vid Uppsala universitet, hedersledamot av Stockholms nation och Juridiska Föreningen i Uppsala. Nobel är bosatt i Uppsala där han under studietiden även blev medlem i Juvenalorden.
Peter Nobel är även en internationellt uppmärksammad kritiker mot att Sveriges Riksbanks pris i ekonomisk vetenskap till Alfred Nobels minne låtits associeras till Nobelpriset, baserat på hans uppfattningar att ekonomi inte är en vetenskap och att belägg saknas för att Alfred Nobel skulle ha instämt till ett sådant pris i hans namn. Nobel har argumenterat att de flesta ekonomipris har gått till personer som spekulerar i aktier och optioner, vilka enligt Peter Nobel verkar emot Alfred Nobels mål att förbättra människans villkor och överlevnad.